# CTA-102
En astronomia, CTA 102, també conegut per les seves coordenades B1950 com 2230 +114 (QSR B2230 +114) i les seves coordenades J2000 com J2232 +1143 (QSO J2232 1143), és un quàsar descobert en la dècada de 1960 per un estudi de ràdio realitzat per l'Institut Tecnològic de Califòrnia.
S'ha observat per una gran varietat d'instruments des del seu descobriment, inclosos WMAP, EGRET, GALEX, VSOP i Parkes.
S'ha observat per una gran varietat d'instruments des del seu descobriment, inclosos WMAP, EGRET, GALEX, VSOP i Parkes, i s'ha fotografiat amb regularitat per la Very Long Baseline Array des de 1995. També s'ha detectat una flamarada de raigs gamma.
El 1963 Nikolai Kardaixov va proposar que la font de ràdio llavors no identificada podria ser evidència d'un tipus II o III de civilització extraterrestre en l'escala de Kardaixov. Les observacions de seguiment van ser anunciades el 1965 per Guennadi Xolomitski, qui van trobar que l'emissió de ràdio de l'objecte anava variant; un anunci públic dels resultats va causar sensació a tot el món. La idea que l'emissió va ser causada per una civilització va ser rebutjada quan més tard la font de ràdio va ser identificada com una de les moltes varietats d'un quàsar.
CTA-102 és una de les dues grans falses alarmes en la història del SETI, l'altre era el descobriment de púlsars, en concret PSR B1919 +21, i que són estrelles de neutrons que giren.
La banda de folk rock estatunidenca The Byrds reflecteix capritxosament la vista original que CTA-102 era un signe d'intel·ligència extraterrestre en la seva cançó "CTA-102" del seu àlbum 1967 'Younger Than Yesterday.